# Pyrus anatolica
Pyrus anatolica är en rosväxtart som beskrevs av Kasimierz Browicz. Pyrus anatolica ingår i släktet päronsläktet, och familjen rosväxter. Inga underarter finns listade i Catalogue of Life.